# Егоров, Михаил Михайлович
Михаил Михайлович Егоров (1880—1945) — русский рабочий и революционер. Герой Труда (1927).

## Биография
Родился в 1880 году в Симбирской губернии.
В Первой русской революции был одним из участников группы РСДРП Симбирской губернии. Работал наборщиком в типографии, помогал соратникам выпускать запрещенные листовки. В июне 1907 года, когда по России прокатилась волна арестов, Михаил Егоров был арестован вместе со своими товарищами — Николаем Ефремовым и Николаем Зильберманом. Два года пробыл в ссылке в Вологодской губернии. Вернувшись в 1909 году в Симбирск, работать в типографии он уже не мог — запретили власти, но продолжил сотрудничество с однопартийцами, был дружен с будущим председателем Симбирского губисполкома Михаилом Гимовым.
После Октябрьской революции Михаил Егоров остался членом ВКП(б), но в партийной работе участия не принимал. В 1927 году он был удостоен звания Героя Труда. В годы Великой Отечественной войн из Ульяновска вместе с семьей переехал на малую родину в Сенгилеевский район, где умер в 1945 году.
Был женат на Надежде Яковлевне, в семье было трое детей — дочь Нина, сыновья Геннадий и Михаил. Его правнук Игорь Игоревич Егоров — был председателем Счетной палаты Ульяновской области. Фотоматериалы и подлинные документы М. М. Егорова были переданы его детьми в фонды областного краеведческого музея.

## Награды
- Герой Труда (1927).